# Земельный кодекс Украины (1992)
Это статья об утратившем силу документе. О действующем Земельном кодексе Украины см. Земельный кодекс Украины (2001)
«Земельный кодекс Украины» 1992 года (укр. Земельний кодекс України 1992 року) — нормативно-правовой документ, определявший идеологию развития земельных отношений на Украине в период с 1992 года по 2001 год. Принят Верховной радой Украины 13 марта 1992 года, утратил силу 1 января 2002 года в связи с принятием в 2001 году нового Земельного кодекса Украины.

## История
На протяжении нескольких месяцев после провозглашения независимости Украины в 1991 году в стране продолжали действовать положения Земельного кодекса УССР 1990 года. 13 марта 1992 года Верховная рада Украины утвердила новую версию Земельного кодекса, содержащую 118 статей в 10 разделах.
Положения кодекса были признаны несовершенными и не соответствующими политическим и экономическим реалиям Украины и в 2001 году был принят новый Земельный кодекс, вступивший в силу с 1 января 2002 года.

## Содержание и общие положения
Разделы кодекса носили названия: «Общие положения», «Охрана земель», «Возмещение убытков собственникам земли и землепользователям и ущерба сельскохозяйственного и лесохозяйственного производства», «Контроль использования и охраны земель и их мониторинг», «Государственный земельный кадастр», «Землеустройство», «Ответственность за нарушение земельного законодательства», «Международные договоры».
Согласно положениям кодекса, земельный фонд Украины являлся исключительно собственностью государства. Земельные участки при этом, могли находиться как в государственной, так и в частной собственности, при этом в статье 4 определялся перечень земель, которые не могли передаваться в коллективную или частную собственность. Все остальные земли могли быть приватизированы. Кодекс определял, что субъектами частной собственности на землю могли быть только граждане Украины. Они наделялись правом получения земельных участков в собственность для ведения крестьянского (фермерского) хозяйства, ведения личного подсобного хозяйства, строительства и обслуживания жилого дома и хозяйственных построек (на приусадебном участке), садоводства, дачного и гаражного строительства. Предоставление земельных участков в частную собственность юридическим лицам кодекс запрещал.
Юридические лица могли получать земельные участки в постоянное или временное пользование, а также в аренду на срок не более 50 лет. Граждане и юридические лица обязаны были использовать предоставленные им в пользование или собственность земельные участки только по целевому назначению, которая определялась земельными советами.
На протяжении 1992-2001 годов положения Земельного кодекса 1992 года были детализированы и конкретизированы рядом других законодательных актов.